# Titularbistum Madarsuma
Madarsuma ist ein Titularbistum der römisch-katholischen Kirche.
Es geht zurück auf ein ehemaliges Bistum in der antiken Stadt gleichen Namens in der römischen Provinz Byzacena bzw. Africa proconsularis in der Sahelregion von Tunesien.
| Titularbischöfe von Madarsuma |                            |                                              |                  |                 |
| Nr.                           | Name                       | Amt                                          | von              | bis             |
| 1                             | António dos Reis Rodrigues | Weihbischof in Lissabon (Portugal)           | 25. Oktober 1966 | 3. Februar 2009 |
| 2                             | Mario Fiandri SDB          | Apostolischer Vikar von El Petén (Guatemala) | 10. Februar 2009 |                 |